# Оносово (Вологодская область)
Оносово — деревня в Кирилловском районе Вологодской области.
Входит в состав Алёшинского сельского поселения, с точки зрения административно-территориального деления — в Мигачевский сельсовет.
Расстояние до районного центра Кириллова по автодороге — 40 км, до центра муниципального образования Шиндалово по прямой — 17 км. Ближайшие населённые пункты — Васильево, Ладунино, Старцево.
По переписи 2002 года население — 7 человек.